# Hermine Ginzkey

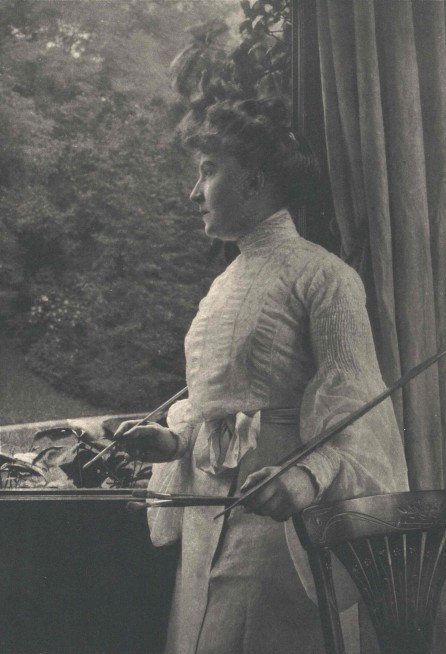
Hermine Ginzkey

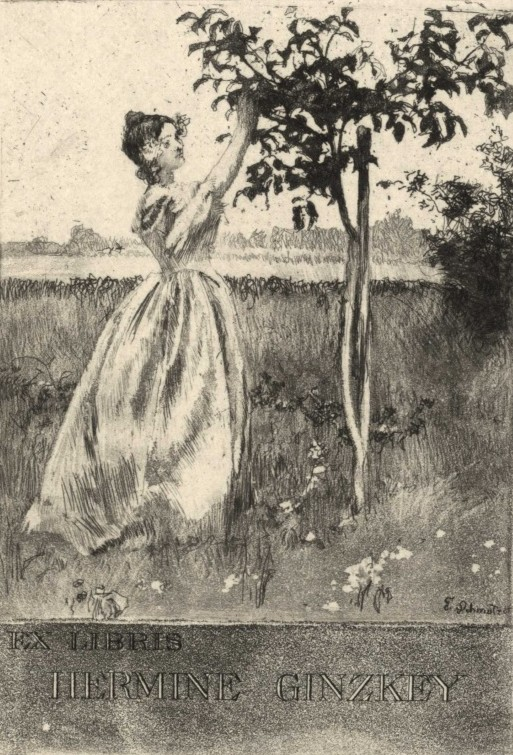
Exlibris von Ferdinand Schmutzer für Hermine Ginzkey

Hermine Ginzkey (* 13. September 1864 in Maffersdorf; † 19. November 1933 in Görlitz) war eine österreichische Radiererin, Malerin und Zeichnerin.

## Leben
Hermine Ginzkey war eine Tochter des böhmischen Teppichfabrikanten Ignaz Ginzkey und dessen Ehefrau Julie Ginzkey, geb. Bergmann († 1909), die außerdem drei Söhne (darunter Wilhelm Ginzkey) und vier weitere Töchter hatten. Mit dem allenfalls über eine Urgroßmutter entfernt verwandten Dichter Franz Karl Ginzkey pflegte sie eine Bekanntschaft.
Ihre künstlerische Ausbildung erhielt Hermine Ginzkey bei den Malern (Josef ?) Zink in München, Hugo Charlemont in Wien sowie insbesondere dessen Bruder Eduard Charlemont in Paris, der auch eine Studienreise nach Italien mit ihr unternahm.
Sie lebte und arbeitete sowohl in ihrem Geburtsort Maffersdorf als auch einige Jahre in Wien, wo sie ein Atelier im Tuchlaubenhof im Bezirk Innere Stadt unterhielt. Es entwickelte sich zu einem Künstlertreffpunkt und Veranstaltungsort von privaten Kammermusikabenden, zu denen Ginzkey als Pianistin beitrug. Sie engagierte sich auch karitativ und erhielt 1916 das Ehrenzeichen zweiter Klasse vom Roten Kreuz mit Kriegsdekoration.
Ginzkey war Mitglied des Aquarellisten-Clubs des Wiener Künstlerhauses (ab 1899) sowie der Vereinigung bildender Künstlerinnen Österreichs VBKÖ (ab 1930) und nahm an Ausstellungen beider Organisationen teil. Weiters stellte sie unter anderem mehrfach im Salon Pisko aus, wo sie 1903 dreizehn ihrer Werke präsentierte. Kaiserin Zita kaufte zwei ihrer Radierungen (u. a. Darstellung des Ministeriums des Inneren) auf.
Neben der Malerei war Ginzkey auch als Innenarchitektin tätig. Sie starb nach langer Krankheit im Alter von 69 Jahren in einem Sanatorium in Görlitz.

## Werk

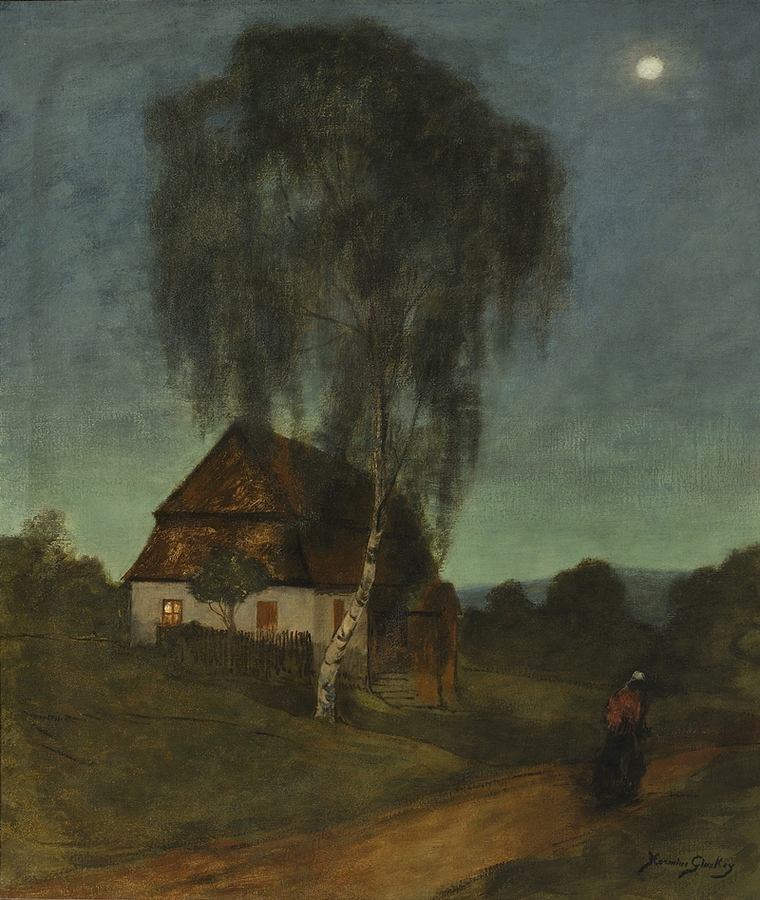
Hermine Ginzkey: Svatvečer (1906)

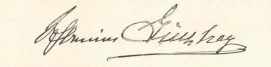
Signatur von Hermine Ginzkey

Hermine Ginzkey machte zunächst als Landschaftsmalerin auf sich aufmerksam. Motive fand sie in ihrer Umgebung und der Architektur von Prag und Rom. Bei ihren oft als stimmungsvoll charakterisierten Landschaftsbildern bevorzugte sie die Jahreszeiten Spätherbst und Vorfrühling. Inspiriert durch eine Arbeit von Erich Veit und mit seiner Unterstützung wandte sie sich um 1915 der Radierung zu.  Hierbei wählte sie häufig Wiener Motive (Karlskirche, Belvedere). Auch architektonische Zeichnungen gehören zu ihrem Gesamtwerk. Für die Stadt Münster entwarf sie eine plastische Ehrengabe. Zuletzt widmete sie sich vor allem dem Kopieren der Werke alter Meister.
Werke von Ginzkey befinden sich unter anderem in der Sammlung der Ungarischen Nationalgalerie. Die VBKÖ hält 25 ihrer Radierungen.
Werke (Auswahl)
- Solitude (antik gekleidetes Mädchen auf Waldwiese), Herbststudie, Mühlbach, 1902 bei Ausstellung Salon Pisko[10]
- Bäume am Weiher, Gouache, Erlen, Feierabend (Bauernhaus mit Birke) und Abendfrieden, Kreide, 1903 bei Ausstellung Salon Pisko[7]
- Birken am Waldesrand, Öl, 1904 bei Acht Künstlerinnen und ihre Gäste, Salon Pisko[11]
- Baumstudie und Vorfrühling, Tempera, 1904 Ausstellung Aquarellisten-Club des Wiener Künstlerhauses
- Winterstudie, Fettstiftzeichnung, 1904 Ausstellung Hagenbund[12]
- Abend und Wolkenschatten, 1906 bei Acht Künstlerinnen und ihre Gäste, Salon Pisko[13]
- Svatvečer (Nachtwache), 1906, Öl auf Leinwand, 93 × 79,5 cm
- Tauwetter, 1907 Jahresausstellung im Rudolfinum, Prag[14]
- Der Dorfheilige, Öl, Ankauf 1907 für Moderne Galerie, Baumgarten Prag[15]
- Rosen, Öl, 1909 bei Acht Künstlerinnen und ihre Gäste, Salon Pisko[16]
- Studie aus Lovrana, Öl, 1910 bei XXXVII. Ausstellung der Vereinigung Bildender Künstler Österreichs Secession
- Motiv aus Brioni, 1912 Ausstellung VBKÖ[17]
- Brandung Brioni, Aus dem Wimmbachtal, Dämmerung, Geburtshaus meines Vaters, Schloßpark, Feierabend, Gebirgsstudie, Jeschen, Birken, Kiefern, 1913 Ausstellung VBKÖ, Wien[18]
- Villa des Freiherrn von Liebig und Herbst, 1913 Ausstellung Hotel Astoria, Wien[19]
- Tempel des Constantin, Radierung, 75,5 × 52,8, Signatur „Hermine Ginzkey“; 1916, Bestand VBKÖ
- Belvedere Sphinx, Radierung, 45,7 × 70,7, Signatur „Hermine Ginzkey“, 1917, Bestand VBKÖ
- Ulrichshof, Radierung, 1925 Ausstellung Kunstgemeinschaft Burggarten[20]
- Winterabend, Radierung in dunklem Türkis, 51,8 × 74,9, Signatur  „Hermine Ginzkey“, Bestand VBKÖ

## Ausstellungen (Auswahl)
- 1902, 1903: Salon Pisko, Wien
- 1903: Verein deutscher bildender Künstler in Böhmen, Galerie Miethke, Wien
- 1904, 1917: Aquarellisten-Club, Wiener Künstlerhaus
- 1904, 1906, 1909: Acht Künstlerinnen und ihre Gäste, Salon Pisko
- 1905: Hagenbund
- 1907: Rudolfinum, Prag
- 1910: Wiener Secession
- 1910, 1912, 1916: Vereinigung bildender Künstlerinnen Österreichs
- 1913: Kollektivausstellung mit Franz Barwig, Alfred Buchta, Oskar Larsen und Karl Sterrer, Ausstellungsräume der VBKÖ, Wien
- 1922, 1925: Kunstgemeinschaft, Burggarten, Wien
- 1927: Wien und die Wiener, Messepalast Wien
- 2021: Die Frauen der Wiener Werkstätte, Museum für angewandte Kunst (MAK), Wien (mit Katalog)